# Congomantis femoralis
Congomantis femoralis är en bönsyrseart som beskrevs av Werner 1929. Congomantis femoralis ingår i släktet Congomantis och familjen Mantidae. Inga underarter finns listade i Catalogue of Life.